# Coprinus quadrifidus
Coprinus quadrifidus är en svampart som beskrevs av Peck 1898. Coprinus quadrifidus ingår i släktet Coprinus och familjen Agaricaceae.   Inga underarter finns listade i Catalogue of Life.

## Källor

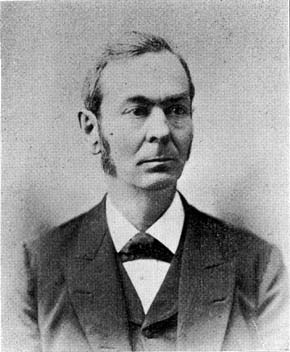
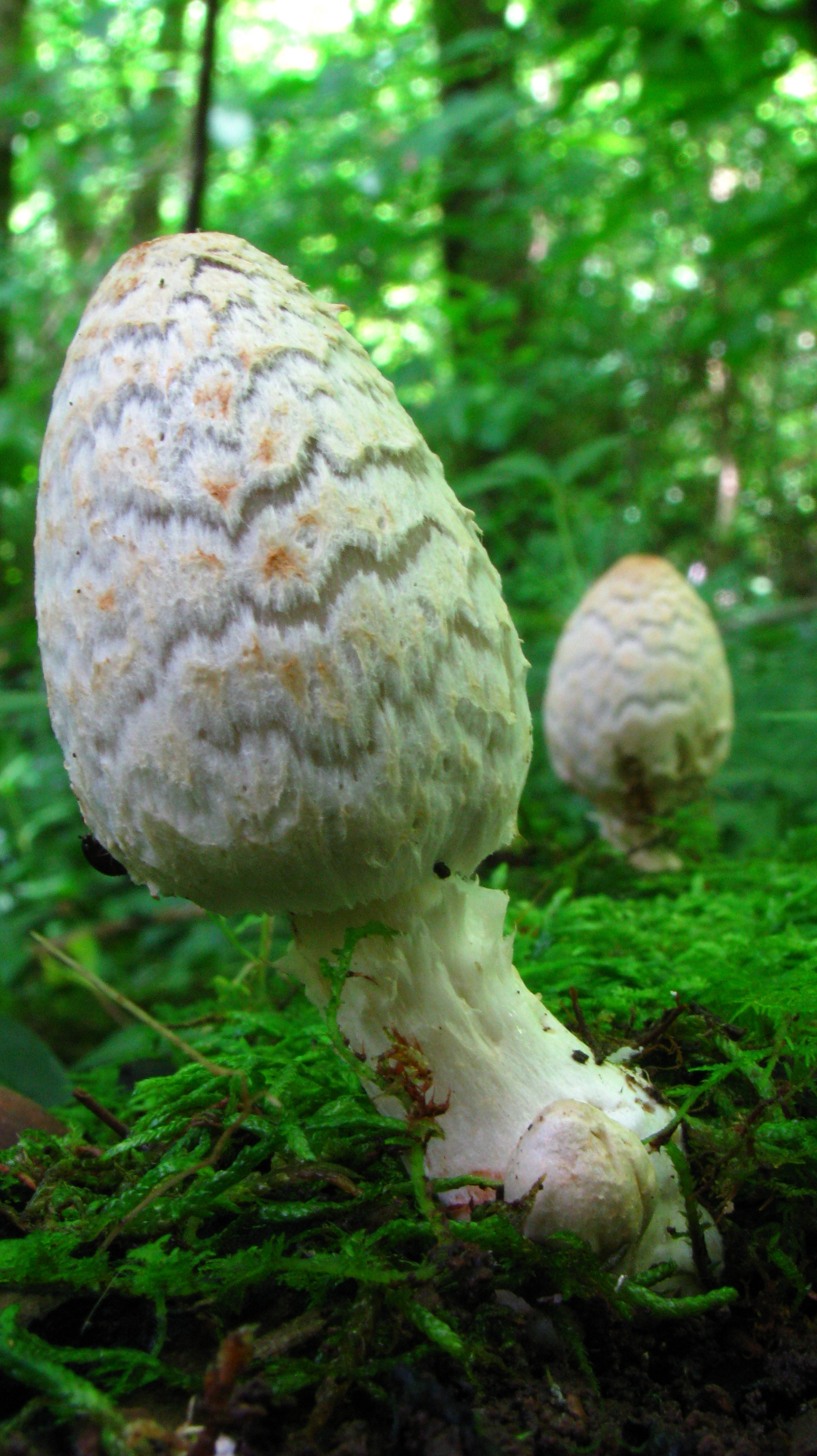
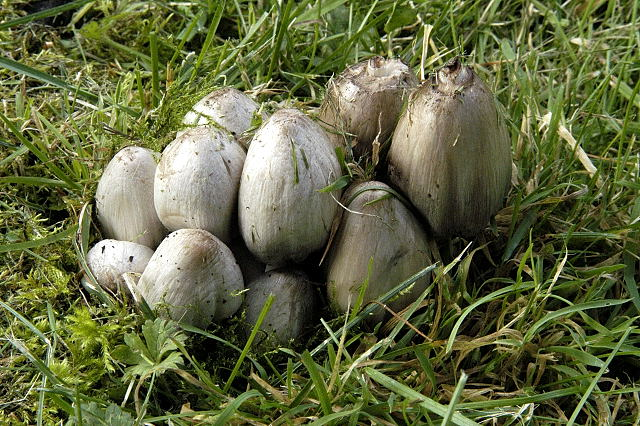